# ريتا لورا سيجاتو
ريتا لورا سيجاتو (من مواليد 14 أغسطس 1951) هي أكاديمية برازيلية أرجنتينية، أُطلق عليها لقب «واحدة من أشهر علماء الأنثروبولوجيا النسوية في أمريكا اللاتينية» و«واحدة من أكثر المفكرين النسويين وضوحًا في هذا العصر». وهي معروفة خصوصًا بأبحاثها الموجهة نحو النوع الاجتماعي في قرى السكان الأصليين ومجتمعات أمريكا اللاتينية، والعنف ضد المرأة والعلاقات بين الجنس والعنصرية والاستعمار. أحد مجالات تخصصها هو دراسة العنف ضد المرأة.
ولدت سيجاتو في بوينس آيرس وتلقت تعليمها في معهد البلدان الأمريكية لعلم الموسيقى العرقية والفولكلور في كاراكاس. حصلت على ماجستير ودكتوراه في الأنثروبولوجيا (1984) من جامعة كوينز بلفاست. تُدرِّس الأنثروبولوجيا في جامعة برازيليا، حيث تشغل كرسي اليونسكو للأنثروبولوجيا وأخلاقيات علم الأحياء. منذ عام 2011 تُدرِّس في برنامج الدراسات العليا لأخلاقيات البيولوجيا وحقوق الإنسان. بالإضافة إلى ذلك تقوم بإجراء بحث نيابة عن المجلس الوطني البرازيلي للتنمية العلمية والتكنولوجية.
في عام 2016 كانت سيجاتو جنبًا إلى جنب مع برودينسيو غارسيا مارتينيز شاهدًا خبيرًا في قضية سيبور زاركو، حيث أدين كبار الضباط في قاعدة عسكرية في غواتيمالا بارتكاب جرائم ضد الإنسانية نتيجة احتجاز 14 امرأة في ممارسة الجنس. والعبودية المنزلية. حاول الدفاع الطعن في خبرة الشهود، لكن استئنافهم لم يكلل بالنجاح. كانت أعمالها مصدر إلهام للمجموعة التشيلية لاس تيسيس من فالبارايسو لأغنية وأداء مغتصب في طريقك، والذي أدته نساء في جميع أنحاء أمريكا وأوروبا وأستراليا.